# Revanche (roman)
Pour les articles homonymes, voir Revanche.
Revanche (titre original : Hard Freeze) est un roman policier de l'auteur américain Dan Simmons paru en 2002 et mettant en scène le détective Joe Kurtz. C'est le deuxième tome d'une trilogie commencée en 2001 avec Vengeance et achevée en 2003 avec le dernier volet, Une balle dans la tête.

## Éditions
- Hard Freeze, St. Martin's Press, 26 août 2002, 288 p.  (ISBN 978-0-312-27854-0)
- Revanche, Le Rocher, 22 avril 2004, trad. Guy Abadia, 290 p.  (ISBN 978-2-268-05103-1)
- Revanche, Pocket no 17708, 17 février 2022, trad. Guy Abadia, 368 p.  (ISBN 978-2-266-29811-7)